# LatinUS (portal de noticias)
Latinus (estilizado LatinUS) es un portal de noticias mexicano con sede en Estados Unidos, fundado el 5 de diciembre de 2019 y activo desde el 7 de enero de 2020.
El portal brinda información de política, deporte, economía, estilo de vida y temas internacionales.

## Programas

### Loret
Conducido por Carlos Loret de Mola y estrenado el 2 de febrero de 2020. Aquí se encarga de cuestionar el gestionamiento del gobierno de Andrés Manuel López Obrador, también criticando y cuestionando a los gobernantes de la oposición. En esta sección se trata denuncias como lo fueron: negocios entre Pío López Obrador, Martín López Obrador y David León, la licitación de Felipa Obrador, prima del presidente, el crédito de Bancomext por 150 millones de pesos a empresas vinculadas a Epigmenio Ibarra o la casa que rento su hijo en Houston José Ramón López Beltrán, sucesos confirmados por el mismo presidente y que hasta la fecha no han sido resueltos. También incluye una entrevista con diferentes invitados, algunos de ellos: Ricardo Monreal, Maru Campos, Xavier Tello, Arturo Herrera, Diego Fernández de Cevallos, entre otros. Es hasta el momento, la sección más publicitada e importante del portal.
Desde su estreno hasta el 10 de noviembre de 2022, la sección se publicaba todos los jueves, la cual iniciaba con un comentario acerca del tema noticioso de la semana, en el cual el conductor a manera de monólogo, expresaba sus opiniones contrapuestas con lo sucedido, después se daba paso a las secciones Loret Entrevista y Loret Investiga, para finalizar con un último comentario por parte del presentador a manera de colofón.[cita requerida]
El 26 de enero de 2023, Carlos Loret de Mola anunció en un video del portal que la sección sería modificada para ser transmitida en vivo a diario durante la noche. Ahora se trata de un noticiero llamado Loret en Latinus, el cual tuvo su primera emisión en vivo el lunes 13 de febrero.[cita requerida]

### Mesa de Análisis
Mesa de debate moderada por Carlos Loret de Mola, con la participación de diversos líderes de opinión, entre los que destacan: Héctor de Mauleón, Denise Dresser, Héctor Aguilar Camín, María Amparo Casar, Jesús Silva-Herzog Márquez, Carolina Hernández Solís y Lorenzo Córdova.[cita requerida]

### Brozo y Loret
Es un diálogo escenificado crítico entre Brozo y Carlos Loret de Mola, de que se habla de los sucesos que ocurrieron en la semana. Ha sido polémico por las fuertes críticas al gobierno federal y en especial a las ocurrencias mencionadas por el Presidente de México, Andrés Manuel López Obrador a quien no lo bajan de inepto, mentiroso, insensible, ignorante, rodeado de funcionarios totalmente serviles, es uno de los programas más vistos del portal.[cita requerida]

### #TeneBrozo
Es un Late Night Show conducido por Brozo, donde se evalúan los principales acontecimientos de la política mexicana por medio de tres pistas, seguido de un segmento cómico y una entrevista a un importante actor político. Después de su primera emisión en octubre de 2020, en la que fueron invitados el comediante Chumel Torres y la senadora Lilly Téllez, los suscriptores del portal pidieron a través de redes sociales que dicho programa se convirtiera en una sección más del canal, siendo hasta la fecha una de las secciones más vistas.[cita requerida]

### Tragaluz
En una entrevista seria a actores políticos y otras personalidades en un fondo oscuro, conducido por Fernando del Collado (a quien se le ve como una silueta). Originalmente, este espacio era propiedad de Milenio.[cita requerida]

### Latinus Diario
Noticiero matutino conducido por Claudio Ochoa Huerta, con la participación de los coconductores en noticias internacionales: Brenda Peña y Yuliana Escobedo; Deportes: Mariana Velázquez de León, Pía Ramos, Alejandro Orvañanos y Pamela Muñoz, en entretenimiento: Karen Villanueva y Erika González; y los polémicos Jueves de Sexo con la sexóloga Betsy Reuss.

### Loret en LatinUS
Es el noticiero nocturno conducido únicamente por Carlos Loret de Mola, mismo que se divide en las siguientes secciones:
- Las noticias nacionales y locales,
- Investigaciones especiales, es una sección que ha denunciado las arbitrariedades y corrupción del gobierno federal y diversos funcionarios federales y locales timados en actos de corrupción.
- La entrevista, sección que consta de invitados que van desde funcionarios públicos, líderes de partidos políticos, empresarios
- El noticiero internacional.

### La entrevista porMaría Scherer.
Serie de conversaciones semanales entre la periodista y personajes destacados de la actualidad.[cita requerida]

## Controversias

### "Culto" a AMLO por parte de Antonio Attolini
En la séptima entrega de Tragaluz publicada el 22 de marzo de 2021, tuvo como invitado al ex-vocero de campaña de Andrés Manuel López Obrador y exlíder del movimiento #YoSoy132: Antonio Attolini Murra. En un primer momento el entrevistador pregunta: ¿El Presidente es Dios? a lo que Attolini Murra responde: No, el presidente es un hombre de carne y hueso de casi 67 años que está trabajando por su país.
En otro punto llegó a comparar al presidente con figuras emblemáticas como Mahatma Gandhi, Nelson Mandela o Martin Luther King, pero lo que causó más controversia es que comparara a Andrés Manuel con Jesús de Nazareth , textualmente dijo: Quizá en la idea del sacrificio en nombre de algo mas grande, podría parecerse a los más grandes líderes de la historia, en eso quizá si se parezca, lo cual desató la inconformidad de varias personas tanto creyentes cristianos como opositores al gobierno, acusándolo de ser un fanático obsesionado. También fue comparado con otros colegas suyos como Carlos Pozos "Lord Molécula" o Paúl Velázquez. Después de haber sido publicado este episodio, Attolini retuiteó el material comentando "Sonriendo, has dicho mi nombre", verso de una popular canción cristiana.

### Financiación
El 29 de marzo de 2021, el portal Sin Embargo, publicó un reportaje sobre la financiación del portal, donde señala a distintos políticos, principalmente de la oposición, de financiar al medio con dinero público. Entre los señalados se encuentra a la exsubsecretaria de Relaciones Exteriores durante el del gobierno de Vicente Fox: Patricia Olamendi (actual Vicepresidenta para Latinoamérica del "International Network of Liberal Women"), a su hijo Miguel Alonso Olamendi, y al secretario privado del gobernador de Michoacán, Silviano Aureoles: Marco Antonio Estrada Castilleja, pero se acusa principalmente a Federico Madrazo Rojas y Alexis Nickin Gaxiola, hijo y yerno del excandidato presidencial Roberto Madrazo Pintado, de ser los principales accionistas de la plataforma.
En una entrevista con el publicista Carlos Alazraki en Atypical Te Ve, Roberto Madrazo afirmó que su hijo y yerno sí son accionistas de LatinUS, pero que él no está involucrado directamente.